# António Caeiro
António de Castro Caeiro (n. Lisboa, 1966) é professor de Filosofia Antiga na NOVA FCSH e membro do IFILNOVA e da Sociedade Ibérica de Filosofia Grega.
ANTÓNIO DE CASTRO CAEIRO (Lisboa, 1966) é professor na FCSH/UNL, membro do IFILNOVA, ensaísta e tradutor. Obteve o grau de doutor em Filosofia Antiga com a tese «A Areté como possibilidade extrema do Humano, fenomenologia da práxis em Platão e Aristóteles» (1998), pela Faculdade de Ciências Sociais e Humanas (FCSH) da Universidade Nova de Lisboa (UNL). Ensina na FCSH desde 1990, dedicando-se à Filosofia Antiga e à Filosofia Contemporânea. Foi Visiting Scholar na FD de Ribeirão Preto da USP, USF (Florida) e Oriel College (Oxford). Traduziu do grego as Odes Para os Vencedores (Quetzal, 2010) e as Odes Olímpicas (Abysmo, 2017) de Píndaro. De Aristóteles, traduziu ainda Os Fragmentos dos Diálogos e Obras Exortativas (INCM, 2014), As Constituições Perdidas de Aristóteles (Abysmo, 2019), tendo publicado ainda os ensaios «São Paulo: apocalipse e conversão» (Aletheia, 2014) e um «Um Dia Não São Dias» (Abysmo, 2017).

## Publicações
| Teses (2008) The access to others in themselves in their "there" (O acesso a outrem como si no seu aí). Lisboa. Universidade Católica Portuguesa. Lisboa. Didaskalia ISSN 0253-1674. 38:1 (2008) 227-256 (2002) ARETE as an Extreme Possibility of Human- Phenomenology of Praxis in Plato and Aristotle, Lisbon, INCM (1990) The Doctrine of the Phenomenological Reduction Husserls in the Grundprobleme der Phänomenologie, MA Thesis. Lisbon, FCSH/UNL. |
| Livros (autor) 2019: Trakl. Obra poética. Lisboa. Abysmo 2018: As Constituições Perdidas de Aristóteles. Lisboa. Abysmo. 2017: Pindar, Olympic Odes, Lisbon, Abysmo. 2017: Anjos, J., Barreto, C., Caeiro, A. Gago, A., On the Precipice Was the Word, Lisbon, Abysmo. 2015b: - Um Dia Não São Dias, 2015, Lisboa, Abysmo. 2014: ARISTÓTELES, Fragments of Dialogues and Exortative Works, Lisbon, INCM. 2014: São Paulo, Apocalipse and Conversion, Lisbon, Alêtheia. 2012: Aristotle, Nicomachean Ethics, Translation, introduction and notes, Quetzal (4th edition). 2012: Aristotle, Nicomachean Ethics, Translation, introduction and notes, São Paulo, Atlas (2nd edition). 2010: For Oneself (the concept of Person in Max Scheler), Porto, Engenheiro António de Almeida Foundation. 2010: Pindar Odes, Translation, Preface and notes, Quetzal. 2006: Pindar Pythical Odes for the Winners, Greek translation, introduction and notes, Libon. Prime Book. |
| Capítulos de livros 2019: Caeiro, António de Castro. 2019. Posfácio. In: Vicente. Símbolo de Lisboa. Mito contemporâneo. Coordenação: Mário Caeiro. 450-469. Lisboa. Theia. 2019: Caeiro. António de Castro. A brief note by way of introduction. In. Oliveira, Humberto Nuno. Chojun Miyagi and Goju Ryu. A shared Journey. Lisbon, KHRS. 2019: Caeiro, António de Castro. 2018. “Indícios, sintomas e etologia. ?A reconstituição da verdade nas Historiae de Tucídides”. in: Medicina e Psicologia na Antiguidade, Estudos de Pensamento Antigo. Org. Manuel Curado, Luciano Coutinho, Denny Garcia Xavier. V. N. Famalicão. Edições Húmus. 2016: "Part and All, Other and Oneself, Empty and Full- Existential Categories in São Paulo" in Existential Categories, End, Meaning, Ipseity, Nuno Ferro and Paulo Lima (edts), IEF, Collections e-QVODLIBET, Coimbra, pp. 7-39. [http://www.uc.pt/fluc/uidief/ebooks/categories_existencial_1] 2013: "Looking into the Mirror" in the Mirror of the Phaedrus, De Carvalho, Mário Jorge; De Castro Caeiro, António; Telo, Hélder, Academia Verlag, 2013. 2013: "Is There Any Theory of Value in Aristotle's Ethics?" in Aristotle and The Philosophy of Law: Theory, Practice and Justice, L. Huppes-Cluysenaer, Unviersity of Amsterdam, Netherlands; N. M. Coelho, University of São Paulo, Brazil (Eds). 2012: "The Lêthê and its contraries" in Incursions in the Filebo CAEIRO, A. / de CARVALHO, M. J. (eds.), Porto, Engenheiro António de Almeida Foundation, 2013- 2011: "Understanding einai and alêthê dokein and the structuring semantics of poiein (Sophist, 234a-240c)" in F. Lisi, M. Migliori, J. Monserrat-Molas (eds.). "Formal Structures in Plato's Dialogues: Theaetetus, Sophist and Statesman." Sankt Augustin: Akademia Verlag. 2011. pp. 168-179.                                                                                           |
| Outras publicações 2018: Los Dias De La Semana. Luvina. Revista Literaria.93. Guadalajara. https://luvina.com.mx/foros/index.php?option=com_content&task=view&id=3438&Itemid=82 2016d: "Eve" in Adam and Eve. Flanzine nº14. 2016c: Plato's Gorgias' Eschatological Myth. In: Plato's Gorgias - Labyrinth and Threads (Mário Jorge de Carvalho & Tomaz Fidalgo, Collection: eQVODLIBET 3 1st edition, Coimbra. 2016b: Plato's Gorgias Eschathological myth. In Maria Jose Velasquez, Greek Philosophy and Mystery Cults, (pp. 51-68). Oxford, OUP. 2016a: Caeiro, António de Castro. (not yet published). The Dimensions of Time in Plato's Parmenides (140a1-42a8) and Proclus's Commentary in Platonis Parmenidem. António Manuel Martins (ed.) The Plato's Parmenides. 2009: "The Origins of Analogical Thinking in Western Thought- Notes Towards a Constitution of an Ethology Transcendentalis' Based on Heraclitus and Pindar" in EXPRESSIONS OF ANALOGY, Proceedings, Proceedings, org. Maria Luísa Couto Soares, Nuno Venturinha, Gil da Costa Santos, Marta Faustino, 2009, Editions Colibri, Lisbon. 2008: "The access to others as themselves in their There" in DIDASKALIA, Faculty of Theology / Lisbon, xxxviii, fascicle 1, 2008, pp. 227-256. 2008: "God in Aristotle: in Metaphysics (XII, vii-ix) and Nicomachean Ethics (X, vi-viii). The energetic agent of change, kínesis "in The Question of God in the History of Philosophy, Vol. I, project coordinated by Maria Leonor LO Xavier, Vol I, Project FCT / CFUL [PTDC / FIL / 64249/2006] 2008. 2007: Nostalgia in the Fourth Pítica of Pindar. "In Frederico Lourenço (org.), Essays on Pindar. Lisbon. Cotovia. 2007: "From Doubt to Descartes". E.CIÊNCIA. 122 (2007) 13-22. 2000: "Experience of Resistance from Max Scheler", in Quid: magazine of philosophy. Number one: about the experience. João Constâncio, Lisbon, Cotovia, 2000. |

## Traduções
- Ética a Nicómaco de Aristóteles. Tradução do grego, apresentação e notas. Lisboa: Quetzal,  2004.
- Píndaro – Odes Píticas para os Vencedores. Tradução do grego, introdução e notas. Lisboa: Prime Books, 2006.
- São Paulo: Apocalipse e Conversão. Prefácio: Padre Mário Rui Pedras. Lisboa: Aletheia, 2014